# Oberdalmerscheid
Oberdalmerscheid is een plaats in de Duitse gemeente Hellenthal, deelstaat Noordrijn-Westfalen, en telt 19 inwoners (2006).